# Zの悲劇
『Zの悲劇』（ゼットのひげき、The Tragedy of Z ）は、1933年に発表されたアメリカ合衆国の推理作家エラリー・クイーンの長編推理小説。
ドルリー・レーンを探偵役とする「悲劇」4部作の第3部。本作を含む4作品は「バーナビー・ロス」名義で発表された。

## あらすじ
『Yの悲劇』から10年、警察本部を退職したサム警視は、私立探偵事務所を開いて娘のペイシェンスとともに暮らしている。
そんなある日、2人が不正金調査で滞在していた街で殺人事件が発生し、前科者のアーロン・ドウが容疑者として逮捕される。独自の推理でドウが無実であるという結論を出したペイシェンスは、ドルリー・レーンの協力も得てドウの無実を証明しようとするが、決定的な証拠が得られぬままドウは有罪となり、終身刑を宣告されて刑務所へ送られた。
さらに、突如ドウが脱獄し、同じ日の夜に第2の殺人が発生したため、状況はさらに悪化する。2つの殺人の犯人として死刑を宣告されたドウを救い、真犯人を捕らえるため、ドルリー・レーン、ペイシェンス、サム警視は死刑執行時刻に追い詰められながら奮闘する。

## 特徴
- 容疑者を一堂に集め、犯人ではない者を次々に理由を挙げ消していき、最後に残った一人を犯人とする劇的なクライマックス（同様の手法は、クイーンの先行作『フランス白粉の謎』でも用いられている）。

## 提示される謎
- 犯人当て（犯人ではない者への無罪証明）

## 作品の評価
- エラリー・クイーン・ファンクラブ会員40名の採点による「クイーン長編ランキング」では、本作品は19位となっている[1]。
- 『ジャーロ』2005年冬号の「海外ミステリーオールタイム・ベスト106」では、本作品は45位となっている[2]。

## 作品について
- タイトルのZは事件の秘密に関連する。
- ブルーノ地方検事は今回も一応主要登場人物であるが、州知事となっており登場機会は激減している。
- 他の3作は三人称視点で描かれているが、本作のみペイシェンス・サムの一人称視点で描かれている。

## 日本語訳書
| 出版年月日    | タイトル                                               | 出版社     | 文庫名等                                                   | 訳者     | 巻末              | ページ数 | ISBNコード        | カバーデザイン                                      | 備考                 |
| ------------- | ------------------------------------------------------ | ---------- | ---------------------------------------------------------- | -------- | ----------------- | -------- | ----------------- | --------------------------------------------------- | -------------------- |
| 1951年        | Zの悲劇                                                | 新樹社     | ぶらっく選書 第18                                          | 岩田賛   |                   | 319      |                   |                                                     |                      |
| 1956年        | Zの悲劇                                                | 東京創元社 | 世界推理小説全集 第38巻                                    | 鮎川信夫 |                   | 272      |                   |                                                     | 監修：江戸川乱歩ほか |
| 1959年5月31日 | Zの悲劇                                                | 早川書房   | 世界探偵小説全集 No.303 （現ハヤカワ・ポケット・ミステリ） | 砧一郎   |                   | 319      |                   |                                                     |                      |
| 1959年        | Zの悲劇                                                | 新潮社     | 新潮文庫                                                   | 横尾定理 | 訳者あとがき      | 336      | 978-4102137031    | 増田幸右                                            |                      |
| 1959年9月20日 | Zの悲劇                                                | 東京創元社 | 創元推理文庫104-3                                          | 鮎川信夫 | 中島河太郎        | 357      |                   |                                                     |                      |
| 1961年        | 世界名作推理小説大系 別巻 第2 Zの悲劇 レーン最後の事件 | 東京創元社 | 世界名作推理小説大系                                       | 鮎川信夫 | 中島河太郎        | 582      |                   |                                                     |                      |
| 1965年        | Zの悲劇                                                | 角川書店   | 角川文庫                                                   | 田村隆一 |                   | 367      |                   | 石岡瑛子 ほか                                       | [ 日本語訳 1 ]       |
| 1983年4月     | Zの悲劇                                                | 東京創元社 | 創元推理文庫104-3                                          | 鮎川信夫 | 中島河太郎        | 358      | 4-488-10403-7     | 辰巳四郎 ほか                                       | 新版                 |
| 1989年7月15日 | Zの悲劇                                                | 早川書房   | ハヤカワ・ミステリ文庫HM 2-44                              | 宇野利泰 | 新保博久 Aの次にZ | 411      | 4-15-070144-X     | カバーデザイン:スタジオ・ギヴ カバー写真:フォトニカ |                      |
| 2011年3月25日 | Zの悲劇                                                | 角川書店   | 角川文庫 ク19-3                                            | 越前敏弥 | 解説 法月綸太郎   | 356      | 978-4-042-50717-8 | 國枝達也（角川書店装丁室）                          |                      |
| 2024年9月20日 | Zの悲劇                                                | 東京創元社 | 創元推理文庫 M-ク-1-3                                      | 中村有希 |                   | 386      | 978-4-488-10446-7 | 装画：早川洋貴 装幀：内海由                         |                      |

児童書
| 出版年月日    | タイトル | 出版社   | 文庫名等                           | 訳者     | 巻末 | ページ数 | ISBNコード     | カバーデザイン | 備考       |
| ------------- | -------- | -------- | ---------------------------------- | -------- | ---- | -------- | -------------- | -------------- | ---------- |
| 1989年12月1日 | Zの悲劇  | ポプラ社 | ポプラ社文庫 怪奇・推理シリーズ108 | 木下友子 |      | 206      | 4591034380     | 絵:関よしみ    |            |
| 2004年9月1日  | Zの悲劇  | ポプラ社 | ポプラ社文庫 ミステリーボックス 4  | 木下友子 |      | 201      | 978-4591082300 | 若菜等+Ki      | 新装改訂版 |